# Unnao
Unnao o Unao (Hindi: उन्नाव, urdú: اناو) és una ciutat i municipalitat de l'estat d'Uttar Pradesh, capital del districte d'Unnao a uns 18 km de Kanpur o Cawnpore. L'aeroport d'Amausi es troba a 50 km. La ciutat està situada a 26° 32′ N, 80° 30′ E / 26.53°N,80.5°E. Consta al cens del 2001 amb una població de 144.917 habitants. El 1901 la població era de 13.109 habitants.

## Història
La tradició diu que fou fundada per Godo Singh al segle viii i segles després va passar als rages de Kanauj quan un oficial de nom Unwant Singh, va matar el governador i va construir un fort al que va donar el seu propi. Vers 1450 els descendents de Unwant Singh foren assassinats a traïció per uns sayyids que es van apoderar de la regió i que la van dominar en part fins al segle xx. En el regnat de Shah Jahan un shaykh de nom Fatehullah, s'hi va estanlir i encara es conserven alguns dels edificis que va erigir. Després fou part del territori del nawab d'Oudh fins a l'annexió del 1856 quan va passar als britànics. El 29 de juliol de 1857 es va lliurar la batalla d'Unnao entre les forces britàniques d'Havelock i els amotinats, que foren derrotats. El 1858 fou declarada capital de districte. El 1869 es va constituir la municipalitat.